# 1938年香港
|        | 香港歷史 \| 香港歷史年表                                                                                                   |
| 世紀： | 19世紀香港 \| 20世紀香港 \| 21世紀香港                                                                                     |
| 年代： | 1900年代香港 \| 1910年代香港 \| 1920年代香港 \| 1930年代香港 \| 1940年代香港 \| 1950年代香港 \| 1960年代香港               |
| 年份： | 1934年香港 \| 1935年香港 \| 1936年香港 \| 1937年香港 \| 1938年香港 \| 1939年香港 \| 1940年香港 \| 1941年香港 \| 1942年香港 |
| 紀年： | 戊寅年（虎年）、香港開埠97周年                                                                                             |

## 大事記
- 1月7日，干諾道西103號昌盛行貨倉發生大火。[1]
- 1月9日，沙田發生馬匹與火車相撞死亡。[2]
- 1月12日，跑馬地香港足球會足球場發生謀殺案[3]。
- 2月3日，日本軍艦封鎖虎門，廣東省與香港之間渡輪全面停航。
- 2月3日，堅尼地城海面6名賊人截劫運輸火藥艇。[4]
- 2月4日，第一屆國貨展覽會於中環鐵崗聖保羅書院舉辦。
- 2月28日，全港舉行第2次燈火管制大演習。
- 2月，深圳及香港邊境一帶再次遭受日軍轟炸。[5]
- 3月2日，申報出版香港版，督印人為史咏賡。
- 3月10日，銅鑼灣芽菜坑2兄弟中槍死亡。
- 3月19日：
  - 自3月12日以來，共236人感染天花，當中192人病逝。[5]
  - 海陸空軍一連四日實施大演習。
- 3月23日，連日天花蔓延，年初至今共1,100人喪生。另外，肺癆亦於本年直至目前奪去1,015人性命。[6]
- 4月19日，香港出海漁船遭日軍炮擊，毀船達400艘，死傷約200人。[5]
- 4月，香港戲院職工總會成立。
- 5月5日，山頂道499號住宅，英國商人卜內門司理查利那夫人，被侍役林俊持刀及錘襲擊，重傷不治。
- 5月，《中國晚報》遷港出版。
- 6月1日，港府頒佈《制止加租迫遷條例》。
- 6月14日，中國前第一夫人宋慶齡在香港成立保衛中國同盟。[5]
- 6月16日，銅鑼灣亞細亞貨倉附近火油艇爆炸，1死4傷。[5]
- 6月，中國通過香港輸入軍需物資每月達6萬噸。[5]
- 7月21日，港督羅富國到廣州拜會廣東省主席吳鐵城。
- 8月1日，星島日報創刊。[5]
- 8月13日：
  - 香港大公報創刊。[5]
  - 《星島晚報》創刊。
  - 香港開始大規模獻金行動，支援內地抗戰。[5]
- 8月24日，中國航空公司民用飛機飛離啟德機場不久，到達珠江口時遭日機襲擊，死傷12人。[7]
- 8月30日，廣東省政府主席吳鐵城抵港訪問。[5]
- 9月7日，港府宣布限購外匯。
- 9月28日，政府制定《緊急條例》，宣佈在中日戰爭中保持中立地位。[5]
- 9月，水荒嚴重，頒令實施三級制水。[5]
- 10月4日，香港紙價暴漲。[5]
- 10月10日，日軍在深圳大亞灣登陸。[5]
- 10月13日，當局頒布《限制外入人口緊急條例》。
- 10月15日，九廣鐵路華段被日軍控制。[5]
- 10月21日，廣州淪陷，更多難民湧港。[5]
- 10月27日，日軍電告港英政府，保證其軍事行動是以有限度形式進行。[5]
- 11月14日，港府設立勞工處，委任畢打士（H. R. Butters）為首任處長。
- 11月15日，《大公晚報》創刊。
- 11月20日，中國國貨在港開業。
- 11月26日，深圳被日軍攻陷。[5]
- 11月28日，一輛行走佐敦道碼頭至元朗的831號線九巴在駛至青龍頭青山道15咪附近時失事撞向大樹，造成5死20餘傷。[8]
- 11月，港府在八鄉、粉嶺、京士柏、馬頭涌、北角、荔枝角、錦田、文錦渡等設立難民營。[5]
- 12月30日，汪精衛在香港南華早報發表《艷電》，正式與中華民國國民政府決裂。
- 本年：
  - 肺癆肆虐，5,000餘人染病死亡。[9]
  - 政府財政收入為3,674萬港元，支出3,718萬。[10]

## 出生
- 4月4日—呂明華，香港立法會議員
- 6月7日—古龍，臺灣著名武俠小說作家
- 6月8日—李柱銘，香港政治家，立法會議員
- 12月2日—何承天，香港建築師，立法會議員
- 12月23日—黃宜弘，已故香港立法會前議員，全國人民代表大會代表

## 資料來源
1. ↑  香港華字晚報, 1938-01-07 第2頁
2. ↑  工商晚報, 1938-01-10 第4頁
3. ↑  香港華字晚報, 1938-01-13 第2頁
4. ↑  天光報, 1938-02-07 第5頁
5. 1 2 3 4 5 6 7 8 9 10 11 12 13 14 15 16 17 18 19  湯開建 蕭國健 陳佳榮. . 麒麟書業有限公司. 1998年: 頁492. ISBN 9622321232.（繁體中文）
6. ↑  . 工商日報第三張第一版. 1938年3月24日.（繁體中文）
7. ↑  . 工商日報第三張第一版. 1938年8月25日.（繁體中文）
8. ↑  . 大公報第六版. 1938年11月29日.（繁體中文）
9. ↑  . 工商晚報第四版. 1939年1月25日.（繁體中文）
10. ↑  湯開建 蕭國健 陳佳榮. . 麒麟書業有限公司. 1998年: 頁493. ISBN 9622321232.（繁體中文）